# ربع شمری (روستا)
 ربع شمری  به عربی ( ربع الشمری )، روستایی است در دهستان الطور از توابع استان حَجّه در کشور یمن در شبه جزیره عربستان.

## جمعیت
جمعیت آن (۸۰ ) نفر (۹ خانوار) می‌باشد.